# Ir-Ramla tal Mixquqa

Vista panorámica.

Ir-Ramla tal Mixquqa por su nombre en maltés, «Golden Bay» en inglés y traducido al español «Bahía Dorada» es una playa de Malta. Pertenece al municipio de Mellieħa, y se encuentra a 16 km de La Valeta, capital del país. Al sur y a continuación de la torre defensiva se encuentra la playa de Riviera, menos concurrida y de arena roja.

## Clima
El clima es templado con una temeratura media de 19 °C.  El mes más cálido es julio con 28 °C, y febrero el mes más frío con 10 °C. La precipitación media anual es de 581 mm. Noviembre es el mes más húmedo con 157 mm y julio el menos lluvioso con apenas 1 mm.
| Climograma de Ir-Ramla tal Mixquqa | Climograma de Ir-Ramla tal Mixquqa | Climograma de Ir-Ramla tal Mixquqa | Climograma de Ir-Ramla tal Mixquqa | Climograma de Ir-Ramla tal Mixquqa | Climograma de Ir-Ramla tal Mixquqa | Climograma de Ir-Ramla tal Mixquqa | Climograma de Ir-Ramla tal Mixquqa | Climograma de Ir-Ramla tal Mixquqa | Climograma de Ir-Ramla tal Mixquqa | Climograma de Ir-Ramla tal Mixquqa | Climograma de Ir-Ramla tal Mixquqa |
| --- | ---------------------------------- | ---------------------------------- | ---------------------------------- | ---------------------------------- | ---------------------------------- | ---------------------------------- | ---------------------------------- | ---------------------------------- | ---------------------------------- | ---------------------------------- | ---------------------------------- |
| E | F                                  | M                                  | A                                  | M                                  | J                                  | J                                  | A                                  | S                                  | O                                  | N                                  | D                                  |
| 23 14 9 | 54 12 9                            | 24 13 9                            | 39 19 11                           | 32 25 14                           | 4 30 19                            | 1 34 23                            | 4 31 23                            | 37 30 21                           | 111 23 19                          | 157 20 15                          | 95 16 10                           |
| temperaturas en °C • totales de precipitación en mm |                                    |                                    |                                    |                                    |                                    |                                    |                                    |                                    |                                    |                                    |                                    |
| Conversión sistema imperial\| E \| F \| M \| A \| M \| J \| J \| A \| S \| O \| N \| D \| \| 0.9 57 48 \| 2.1 54 48 \| 0.9 55 48 \| 1.5 66 52 \| 1.3 77 57 \| 0.2 86 66 \| 0 93 73 \| 0.2 88 73 \| 1.5 86 70 \| 4.4 73 66 \| 6.2 68 59 \| 3.7 61 50 \| \| temperaturas en °F • totales de precipitación en pulgadas \| \| \| \| \| \| \| \| \| \| \| \| |                                    |                                    |                                    |                                    |                                    |                                    |                                    |                                    |                                    |                                    |                                    |
| E | F                                  | M                                  | A                                  | M                                  | J                                  | J                                  | A                                  | S                                  | O                                  | N                                  | D                                  |
| 0.9 57 48 | 2.1 54 48                          | 0.9 55 48                          | 1.5 66 52                          | 1.3 77 57                          | 0.2 86 66                          | 0 93 73                            | 0.2 88 73                          | 1.5 86 70                          | 4.4 73 66                          | 6.2 68 59                          | 3.7 61 50                          |
| temperaturas en °F • totales de precipitación en pulgadas |                                    |                                    |                                    |                                    |                                    |                                    |                                    |                                    |                                    |                                    |                                    |

| E                                                         | F         | M         | A         | M         | J         | J       | A         | S         | O         | N         | D         |
| 0.9 57 48                                                 | 2.1 54 48 | 0.9 55 48 | 1.5 66 52 | 1.3 77 57 | 0.2 86 66 | 0 93 73 | 0.2 88 73 | 1.5 86 70 | 4.4 73 66 | 6.2 68 59 | 3.7 61 50 |
| temperaturas en °F • totales de precipitación en pulgadas |           |           |           |           |           |         |           |           |           |           |           |